# Canistropsis
Canistropsis es un género de plantas con doce especies de la familia Bromeliaceae. Es originario de Brasil. 
Etimología
Canistropsis: nombre genérico que deriva del género Canistrum y el griego opsis = (parecido).

## Especies
- Canistropsis albiflora (L.B.Sm.) H.Luther & Leme
- Canistropsis billbergioides (Schult.f.) Leme f. azurea (E.Pereira & Leme) Leme
- Canistropsis burchellii (Baker) Leme
- Canistropsis correia-araujoi (E.Pereira & Leme) Leme
- Canistropsis elata (E.Pereira & Leme) Leme
- Canistropsis exigua (E.Pereira & Leme) Leme
- Canistropsis marceloi (E.Pereira & Moutinho) Leme
- Canistropsis microps (E.Morren ex Mez) Leme f. pallida (L.B.Sm.) Leme
- Canistropsis pulcherrima (E.Pereira & Leme) Leme
- Canistropsis seidelii (L.B.Sm. & Reitz) Leme var. welteri A.Seidel ex Roeth
- Canistropsis selloana (Baker) Leme
- Canistropsis simulans (E.Pereira & Leme) Leme